# 京阪式アクセント

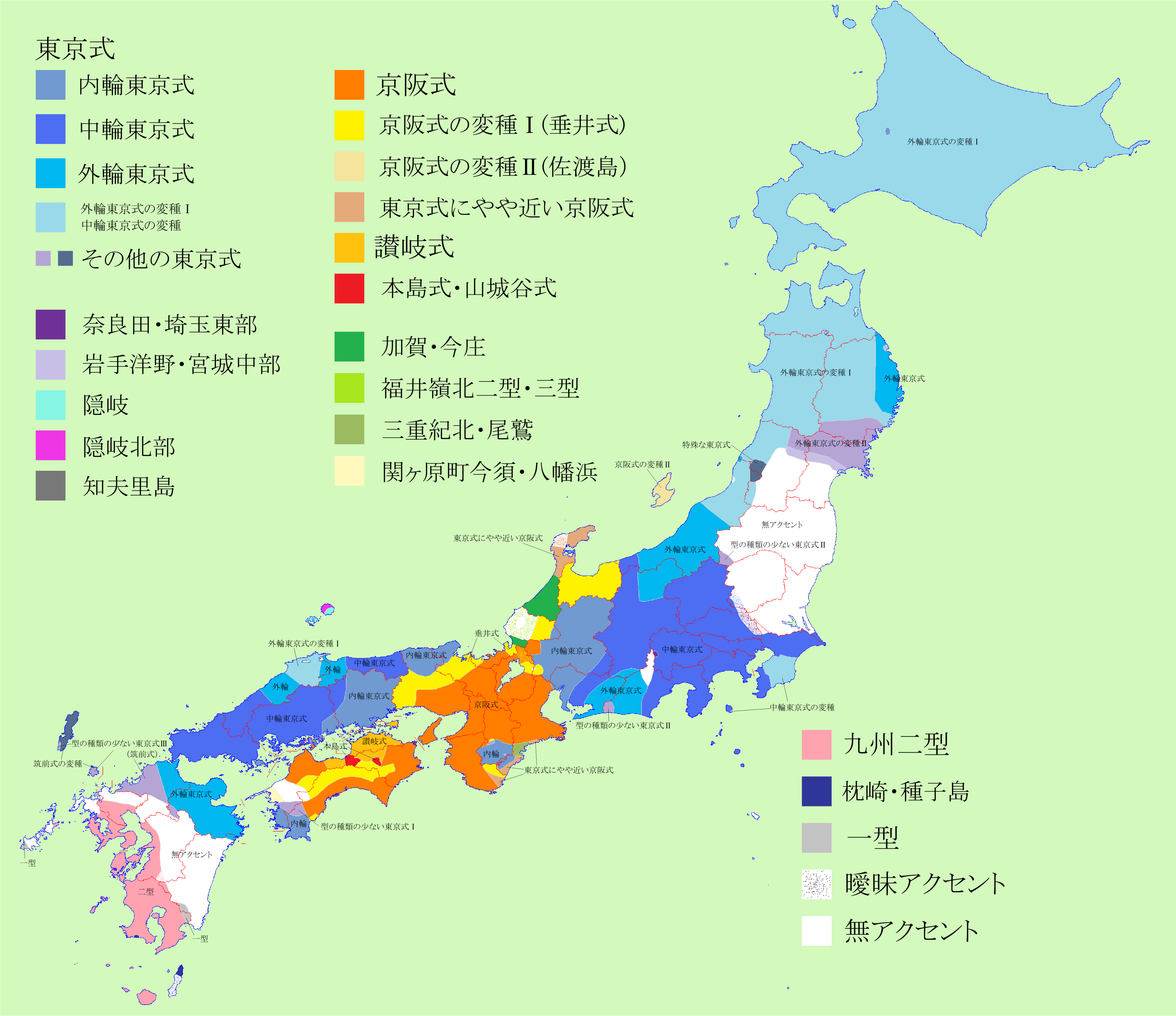
日本語のアクセント分布。橙色が京阪式アクセント使用地域。

京阪式アクセント（けいはんしきアクセント）とは、京都・大阪を中心に、近畿地方や四国地方などに分布する日本語のアクセントである。甲種アクセント（こうしゅアクセント）や第一種アクセント（だいいっしゅアクセント）、中央式アクセント（ちゅうおうしきアクセント）などとも称する。

## 概要
京阪式アクセントは、語頭が高いピッチと低いピッチのどちらで始まるかと、単語のどこにピッチの下がり目が来るかを区別するアクセントである。語頭が高い音調を「高起式」、低い音調を「低起式」という。また、下がり目の直前の拍を「アクセント核」と言う。高起式は語頭からアクセント核まで平らに発音され（アクセント核がなければ語末まで平ら）、低起式は語頭以降は音が上昇する性質がある（上昇の仕方には地域差がある）。この点を重視して、高起式を「平進式」、低起式を「上昇式」と呼ぶ場合もある。また、京阪式には「ちゅーがく」（中学）や「かんじょーせん」（環状線）、「インド」のように特殊拍（長音・撥音）もアクセント核を担いうるという特徴がある（高い部分を上線太字で表す）。共通語のアクセント（東京で用いられる東京式アクセント）と比較した場合、語頭のピッチの区別や、平らな音調の連続、特殊拍でのアクセント核の出現など、京阪式には共通語にはない音調が多く含まれ、後天的に習得することが難しいとされる。
同じ京阪式でも、個々の単語や表現によって、世代・地域・個人ごとに細かな違いがある。地域差の例として、「東京へ行きました」を京都では「とーきょーえ いきました」、大阪では「とーきょーえ いきました」と発音することが知られている。個人差の例として、1988-94年生まれの大阪府出身の大学生（当時）という比較的均質な属性の32名へのアクセント調査で、28語の調査語彙のうち5語（ヨーグルト・かわいそう・大丈夫・アイスクリーム・水曜日）で高起式と低起式が拮抗する結果が出ている。同じ単語でも場面によってアクセントが変わることもあり、その一例として、先述のアクセント調査の「大丈夫」に関して、相手に「大丈夫?」と尋ねる場合と自分が「大丈夫」と答える場合で高起式か低起式かが変わるという回答が少なからずあったという。
「京阪式アクセント」は1950年代に金田一春彦と平山輝男が使い始めた用語で、それ以前の研究者は「近畿アクセント」と呼ぶことが多かった。後述する讃岐式や垂井式を含めて「京阪式アクセント」と呼ぶ研究者もいるが、中井幸比古は讃岐式や垂井式を含む広義の京阪式アクセントについては「京阪系アクセント」と呼ぶことを提唱している。また狭義の京阪式は「中央式アクセント」とも呼ばれる。

## 分布
京阪式およびそれに近いアクセントは、概ね北陸地方・近畿地方・四国地方を結ぶやや傾いた南北の帯状に分布し、東京式によってその東西を挟まれている。
近畿地方では、三重県伊勢（桑名市旧長島町および木曽岬町除く）・志摩・伊賀、滋賀県（湖北除く）、奈良県北部、京都府南部、大阪府全域、和歌山県のほとんど、兵庫県南部が京阪式アクセントである。近畿地方周辺では、福井県若狭地方、岐阜県揖斐川町の一部（旧坂内村・藤橋村・久瀬村）でも京阪式が用いられる。四国地方では、徳島県東部から高知県東部・中部（山間部除く）にかけてまとまって京阪式が分布するほか、愛媛県中予地方・東予地方の一部にも分布する。
京阪式使用地域の周辺部には、京阪式に近いアクセントが様々に分布している。それらのアクセントのうち、四国の香川県周辺で用いられるアクセントを讃岐式アクセントと言い、これは早い時期（中世以前?）に京阪式から分岐して独自に発展したものと考えられている。また、石川県能登半島の一部や三重県南部の熊野市・尾鷲市などの方言も京阪式に近いアクセントである。東京式分布地域との緩衝地域（滋賀県長浜市から岐阜県垂井町付近、京都府中丹、兵庫県播磨北部・西部）や四国山地、福井県の一部、富山県などのアクセントは、下がり目の位置は京阪式に近いものの、高起式と低起式と区別がなく、これを垂井式アクセントという。

## アクセント体系
概要で述べたとおり、京阪式アクセントは語頭が高いか低いか（高起式および低起式）とアクセント核（下げ核）の位置を区別するアクセントである。以下、アクセント核を○で、高起式をHで、低起式をLで表すこととする。例えば、「はな」（鼻）はH○○（下がり目なし）、「おと」（音）はH○○で、「あめぇ」（雨）はL○○である（「め」は拍内で下降する）。
京阪式アクセントの地域では一拍語は長音化する傾向がある。そのため、かあ（蚊）、なあ（名）、きい（木）のように、助詞を付けなくても3つのアクセントの型（パターン）を区別できる。助詞が付いた場合も長音化することが多いが、長音化しない場合はかが、なが、きが、のようになる。また、二拍名詞でも、低起式でアクセント核のない型（Lいつ）と最後の拍に核のある型（Lあめぇ）では、後者に拍内の下降があることで、助詞を付けずに区別することができる。
一拍語にはH○、H○、L○の3種類の型がある。また二拍語にはH○○、H○○、L○○、L○○の4種類の型がある。H○○、H○○○のような、高起式で末尾にアクセント核がある型は、理論上はありうるが現実にはほとんど該当語がない。
下の表は3拍以下の語の大阪方言のアクセント型の一覧である。
|        | アクセント核の 有無と位置※ | 抽象型 | 一拍文節    | 二拍文節     | 三拍文節          |
| ------ | -------------------------- | ------ | ----------- | ------------ | ----------------- |
| 高起式 | 0                          | H○     | きい （気） | きが（気が） | きから （気から） |
| 高起式 | 0                          | H○○    | —           | かぜ（風）   | かぜが （風が）   |
| 高起式 | 0                          | H○○○   | —           | —            | やめる（止める）  |
| 高起式 | 1                          | H○     | ひい（日）  | ひが（日が） | ひから（日から）  |
| 高起式 | 1                          | H○     | —           | かわ（川）   | かわが（川が）    |
| 高起式 | 1                          | H○○○   | —           | —            | しろい（白い）    |
| 高起式 | 2                          | H○○    | —           | (なし)       | (なし)            |
| 高起式 | 2                          | H○○    | —           | —            | あたま（頭）      |
| 高起式 | 3                          | H○○○   | —           | —            | (ほぼなし)        |
| 低起式 | 0                          | L○     | きい（木）  | きが（木が） | きから（木から）  |
| 低起式 | 0                          | L○○    | —           | いと（糸）   | いとが （糸が）   |
| 低起式 | 0                          | L○○○   | —           | —            | おきる（起きる）  |
| 低起式 | 2                          | L○○    | —           | はる（春）   | はるが（春が）    |
| 低起式 | 2                          | L○○    | —           | —            | くすり（薬）      |
| 低起式 | 3                          | L○○○   | —           | —            | マッチ（マッチ）  |

※語頭からアクセント核までを数えた拍数。アクセント核が無い場合を「0」とする。

## 類別
下の表は、各類ごとの京都市と高知市のアクセント（高齢層）をまとめたものである。類とは、平安時代末の京都でのアクセントの区別に従って単語を分類したもので、現在ではいくつかの類が統合している。例えば二拍名詞の二類（音・川など）は平安時代には「高低」型だったのに対し、三類（時・物など）は平安時代には「低低」型で、両者は異なるアクセントだったが、現代ではどちらも「高低」型になっている。
| 品詞・拍数   | 類       | 語例           | 抽象型 | 京都市             | 高知市           |
| ------------ | -------- | -------------- | ------ | ------------------ | ---------------- |
| 一拍名詞     | 一類     | 蚊・戸・子     | H○     | かあが、かが       | かが             |
| 一拍名詞     | 二類     | 日・葉・名     | H○     | ひいが、ひが       | ひが             |
| 一拍名詞     | 三類     | 木・手・目     | L○     | きい、きいが、きが | きが             |
| 二拍名詞     | 一類     | 枝・鳥・鼻     | H○○    | えだが             | えだが           |
| 二拍名詞     | 二・三類 | 音・時・物     | H○     | おとが             | おとが           |
| 二拍名詞     | 四類     | いつ・今日・中 | L○○    | いつ・いつが       | いつ・いつが     |
| 二拍名詞     | 五類     | 雨・声・前     | L○○    | あめが※            | あめが※          |
| 三拍名詞     | 一類     | 形・氷・魚     | H○○○   | かたちが           | かたちが         |
| 三拍名詞     | 二・四類 | 頭・男・女     |        | H○○○あたまが       | H○○あたまが      |
| 三拍名詞     | 三・五類 | 力・命・心     | H○○○   | ちからが           | ちからが         |
| 三拍名詞     | 六類     | 兎・狐・雀     | L○○○   | うさぎ・うさぎが   | うさぎ・うさぎが |
| 三拍名詞     | 七類     | 苺・兜・薬     | L○○    | いちごが           | いちごが         |
| 二拍動詞     | 一類     | 置く・買う     | H○○    | おく               | おく             |
| 二拍動詞     | 二類     | 有る・取る     | L○○    | ある               | ある             |
| 三拍五段動詞 | 一類     | 上がる・変わる | H○○○   | あがる             | あがる           |
| 三拍五段動詞 | 二類     | 動く・思う     |        | H○○○うごく         | H○○○うごく       |
| 三拍五段動詞 | 三類     | 歩く・はいる   | L○○○   | あるく             | あるく           |
| 三拍一段動詞 | 一類     | 上げる・燃える | H○○○   | あげる             | あげる           |
| 三拍一段動詞 | 二類     | 起きる・見える |        | L○○○おきる         | H○○○おきる       |
| 三拍形容詞   | 一類     | 赤い・重い     |        | H○○○あかい         | H○○あかい        |
| 三拍形容詞   | 二類     | 白い・近い     | H○○○   | しろい             | しろい           |

※京都などでは二拍目に拍内下降がある。

## 地域差
京阪式アクセント内でも地域による違いがあり、高知県中・東部（山間部除く）や和歌山県中南部（田辺市付近）、徳島県東部では室町時代から江戸時代の京都アクセントに近いものが残っている。
低起式の語は、語頭から始まりアクセント核まで続く「緩やかな」音の上昇がある。京阪神など近畿大部分では、この緩やかな上昇の後、アクセント核の直前に「大幅な」上昇があり、「かまきり」のように、アクセント核のみが高いと言っても良いような発音である。アクセント核がない場合、「うさぎ・うさぎが」のように文節末の直前に大幅な上昇があり、後続文節が高起式の場合は「うさぎがおる」のように文節境界で大幅な上昇がある。これに対し、徳島県東南部や和歌山県旧龍神村では、「うさぎが」のように緩やかな上昇のあと三拍目の直前に大幅な上昇がある。また、高知県中・東部（山間部除く）や和歌山県田辺市付近、兵庫県播磨中部では「うさぎが」のように二拍目の前に大幅な上昇がある。このような二拍目から上がるアクセントは、室町時代の京都アクセントに一致する。ただしこのような上昇位置の違いは音韻論的なものではなく、弁別されるのはあくまで、高起式か低起式かと、アクセント核の位置である。
動詞や形容詞のアクセントは、上表に示した京都と同様のものが京阪神など近畿大部分に分布している。これに対し、高知市や徳島県東南部、和歌山県旧龍神村などでは、三拍形容詞の一類が「あかい」型、三拍動詞の二類が「うごく」「おきる」型である。これは古い時代の京都アクセントが残ったものである。三拍動詞では一段活用よりも五段活用の方が古いものが広く分布しており、五段活用での「うごく」型は松山市や徳島市、淡路島、和歌山県田辺市・串本町などにも残っている。また和歌山市では「うごく」「うごく」型の両方を用いている。三拍形容詞一類は、徳島市で「あかい」型で、和歌山市では「あかい」「あかい」型の両方を用いている。また、三重県伊勢・志摩では三拍一段動詞二類を「おきる」型に言う。
名詞では、京都府南部・滋賀県大部・奈良県北部・三重県北部・福井県若狭ではH○○○型がほとんどなく、三拍名詞の二・四類は「あたま」型になっているが、大阪市などその他の地域では「あたま」型である。また、福井県若狭ではL○○○型がなく、三拍名詞六類は「うさぎ」型である。

## 歴史
|            |      | 語例        | 平安末・鎌倉時代      | 室町時代              | 江戸時代              | 現代                    |            |
| ---------- | ---- | ----------- | --------------------- | --------------------- | --------------------- | ----------------------- | ---------- |
| 一拍名詞   | 一類 | 蚊・子      | 高（高）～高高（高）  | 高（高）～高高（高）  | 高（高）～高高（高）  | 高（高）～高高（高）    |            |
| 一拍名詞   | 二類 | 名・葉      | 降（低）～高低（低）※ | 降（低）～高低（低）※ | 降（低）～高低（低）※ | 降（低）～高低（低）※   |            |
| 一拍名詞   | 三類 | 木・目      | 低（高）～低低（高）  | 低（高）～低低（高）  | 低（高）～低低（高）  | 低（高）～低低（高）    |            |
| 二拍名詞   | 一類 | 枝・鼻      | 高高（高）            | 高高（高）            | 高高（高）            | 高高（高）              |            |
| 二拍名詞   | 二類 | 音・川      | 高低（低）※           | 高低（低）※           | 高低（低）※           | 高低（低）※             |            |
| 二拍名詞   | 三類 | 時・物      | 低低（高）            | 高低（低）            | 高低（低）            | 高低（低）              |            |
| 二拍名詞   | 四類 | いつ・中    | 低高（高）            | 低高（高）            | 低低（高）            | 低低（高）              | 低低（高） |
| 二拍名詞   | 五類 | 雨・前      | 低降（低）※           | 低降（低）※           | 低降（低）※           | 低降（低）、 低高（低） |            |
| 三拍名詞   | 一類 | 形・魚      | 高高高（高）          | 高高高（高）          | 高高高（高）          | 高高高（高）            |            |
| 三拍名詞   | 二類 | 小豆・女    | 高高低（低）※         | 高高低（低）※         | 高高低（低）※         | 高低低（低）            |            |
| 三拍名詞   | 三類 | 力・岬      | 高低低（低）※         | 高低低（低）※         | 高低低（低）※         | 高低低（低）※           |            |
| 三拍名詞   | 四類 | 頭・男      | 低低低（高）          | 高高低（低）          | 高高低（低）          | 高低低（低）            |            |
| 三拍名詞   | 五類 | 命・心      | 低低高（高）          | 高低低（低）          | 高低低（低）          | 高低低（低）            |            |
| 三拍名詞   | 六類 | 兎・雀      | 低高高（高）          | 低高高（高）          | 低低高（高）          | 低低低（高）            |            |
| 三拍名詞   | 七類 | 苺・薬      | 低高低（低）※         | 低高低（低）※         | 低高低（低）※         | 低高低（低）※           |            |
| 二拍動詞   | 一類 | 買う        | 高高                  | 高高                  | 高高                  | 高高                    |            |
| 二拍動詞   | 二類 | 有る        | 低高                  | 低高                  | 低高                  | 低高                    |            |
| 三拍動詞   | 一類 | 上がる      | 高高高                | 高高高                | 高高高                | 高高高                  |            |
| 三拍動詞   | 二類 | 動く 起きる | 低低高                | 高低低                | 高低低                | 五段高高高 一段低低高   |            |
| 三拍動詞   | 三類 | 歩く        | 低高高                | 低高高                | 低低高                | 低低高                  |            |
| 三拍形容詞 | 一類 | 赤い        | 高高降                | 高高低                | 高高低                | 高低低                  |            |
| 三拍形容詞 | 二類 | 白い        | 低低降                | 高低低                | 高低低                | 高低低                  |            |
|            |      |             | 平安末・鎌倉時代      | 室町時代              | 江戸時代              | 現代                    |            |

### 起源
奈良時代以前に京阪式アクセントがいつどのように成立したかは明らかでないが、中国語にみられるような声調（曲線声調）に由来するとする見方がある。

### 京都アクセントの変遷
平安時代後期の辞書『類聚名義抄』や、室町時代のアクセントを記した『補忘記』などによって、長く都であった京都のアクセントは平安時代からその変遷をたどることができる（右表。カッコ内は助詞。ただし、※を付けた類については、平安時代には助詞は高く発音される傾向が強かった。「降」は拍内の下降。平安末・鎌倉の動詞・形容詞は連体形のアクセント）。
平安時代の京都アクセントは、今よりも型の種類の多い複雑な体系を持っていた。例えば一拍名詞は、「高」型（一類）、「降」型（二類）、「低」型（三類）、「昇」型（四類）という4つの型があり、二拍名詞は、「高高」型（一類）、「高低」型（二類）、「低低」型（三類）、「低高」型（四類）、「低降」型（五類）のほか、ごく少数の語彙が所属する型として、「高降」型、「降低」型、「低昇」型、「昇高」型、「昇低」型があった（「昇」は拍内の上昇）。三拍名詞は「高高高」型（一類）、「高高低」型（二類）、「高低低」型（三類）、「低低低」型（四類）、「低低高」型（五類）、「低高高」型（六類）、「低高低」型（七類）のほか、ごく少数の語彙が「低低降」型や「昇低低」型だった。
このようなアクセント体系は、時代を下るごとに変化し、単純化していった。まず平安時代から鎌倉時代に入る間には、拍内上昇を持つ型がなくなり、一拍名詞では「昇」型が「高」型に合流し、二拍名詞では「高降」型と「昇高」型は「高高」型に、「昇低」型と「降低」型は「高低」型に、「低昇」型は「低高」型にそれぞれ合流した。この後、鎌倉時代から室町時代に入る間には、低い拍が語頭から二拍以上続く語に変化が起こり、アクセント体系が大きく変わった。すなわち、「低低」型（二拍名詞三類）が「高低」型になり、「低低低」型（三拍名詞四類）が「高高低」型に、「低低高」型（三拍名詞五類・三拍動詞二類）が「高低低」型に、「低低降」型（三拍形容詞二類）が「高低低」型になった。この結果、室町時代のアクセントでは一拍目が低ければ二拍目が必ず高くならなければならなくなった。現代でも高知市や田辺市ではこのような室町時代のアクセント体系を残している。
江戸時代の京都アクセントは、室町時代とあまり変わらないが、低起式の語の上がり目が後退している。すなわち室町時代に「低高高」型だったものが「低低高」型になり、「低高高高」型は「低低高高」型になっていた。このようなアクセント体系は、現代でも徳島県東南部や和歌山県旧龍神村に残っている。
さらに、幕末から明治にかけて、京阪を中心とする近畿中央部ではアクセントが大きく変容し、三拍形容詞一類が「高高低」型から「高低低」型になり、三拍動詞二類が、五段活用のものは「高低低」型から「高高高」型に、一段活用のものは「高低低」型から「低低高」型に変化した。同じ時期に京都では三拍名詞の二・四類も「高高低」型から「高低低」型になったが、大阪などでは「高高低」型を維持した。また、近畿大部分で「低低高高」型は「低低低高」型になった。

### 日本各地のアクセント
このような京都アクセントの変遷や、現代の日本各地のアクセントの比較から、平安時代の京都アクセントに近いアクセント体系が全ての日本語アクセントの祖であり、各地のアクセントはこれが変化して生まれたものとする説が有力である。金田一春彦は、類聚名義抄に記録されたようなアクセントが、発話時の負担の軽減と発音の明瞭化のために、日本各地で同じような変化を起こして東京式を生じたと考えた。また奥村三雄は、漢語にも東京式と京阪式の間で和語と同じような対応関係があることから、両者の分岐時期を平安時代以降と推定した。一方山口幸洋は、もともと無アクセントだった地方が中央の京阪式に近づこうとして、変換作用によって東京式を生じたとする説を唱えている。
平安時代の京都アクセントでは二拍名詞の二類と三類にアクセントの区別があったが、現代では区別を失っている。ところが、現代の東北北部や香川県、九州などではこの二類と三類の区別を保っており、例えば東北北部や大分県などの外輪東京式では二類は「おとが」型、三類は「ものが」型である。このことが、古い京都アクセントのようなアクセント体系が変化して全国のアクセントができたとする根拠の一つになっている。古い京都アクセントでは二拍名詞に一類から五類までの区別があったが、各地でいくつかの類が統合してアクセントの区別がなくなった。現代の京阪式では二類と三類が統合して一類／二三類／四類／五類という区別体系になっており、外輪東京式では一二類／三類／四五類というように統合し、関東西部・名古屋市・中国大部分などの内輪・中輪東京式では一類／二三類／四五類となっている。

### 現在
現在ではいずれの地域でもアクセントの簡略化と共通語化が進んでいる。
特に大きな変化は、二拍名詞での四類と五類の統合である。四類・五類の区別をしない東京式の影響によるもので、使用頻度の高い「何」「いつ」や特殊拍のある「缶」などを除き、五類では二拍目の拍内下降が消滅して四類化し、四類では助詞が付く際のアクセント型が五類化しつつある。（例）「あめぇ、あめが」「うみ、うみが」→「あめ、あめが」「うみ、うみが」（雨、海）
アクセント核を東京式アクセントと合わせようとする傾向もあり、例えば「人が」「あれが」は京阪式では本来「ひとが」「あれが」と発音するが、東京式の「ひとが」「あれが」に影響されて、「ひとが」「あれが」と発音する人が増えている。「まあのふみきり」→「まのふみきり」（魔の踏切）など、日常での使用頻度が低い漢語で特に顕著である。
簡略化では、「あした」→「あした」「あした」「あした」（明日）のような高起式三拍語における二拍目でのアクセント核の消滅（京都周辺では幕末から既に頭高型に移行）、「ぎっちょぉが」→「ぎっちょが」のような低起式三拍語における三拍目でのアクセント核の消滅、「ない」「なかった」→「ない」「なかった」（無い、無かった）のような動詞・形容詞の活用形アクセントの統一などが挙げられる。
京阪神のアクセントには「テレビ」のように「三拍語（の省略語）は低高低に発音する」という傾向があるが、現在その傾向がますます強まっている。若年層においては、従来平板型に発音されてきた三拍および四拍（語末が撥音・長音・連母音のものに限る）の省略語でも二拍目にアクセント核を置く傾向があり、例えば「卒論」は「そつろん」だと「オヤジ風」、「そつろん」だと「若者っぽい」と認識されている。「マクド」（マクドナルド）や「パシリ」、「チャイゴ」（中国語）、「ゼミコン」（ゼミコンパ）など、若年層で新しく生まれた三拍・四拍の省略語はほとんど二拍目にアクセント核が置かれる。
以上は京阪神を中心とする近畿中央部での変化であり、その他の地域ではまた異なる変化が見られる。例えば石川県珠洲市の若年層では、二拍名詞において、四類と五類ではなく二・三類と五類の統合が起こっている。
比較的古い時代の京阪式アクセントを残していた地域でも、近年は京阪神のアクセントに近づく傾向がある。徳島市での三拍動詞二類のアクセントは、高年層では「おきる」「あまる」型が優勢であるが、若年層のほとんどが京阪神と同じ「おきる」「あまる」型になっている。高知市の若年層（1978年時点）でも、二拍名詞四類で「うみが」型だけでなく「うみが」型、三拍形容詞一類で「あかい」型だけでなく「あかい」型が現れている。
新興住宅地や都市部などでは、高起式と低起式の区別を失って垂井式アクセントに近くなっている者や、共通語のアクセントとほとんど変わりないアクセントを用いる者も現われている。